# Aromie musquée
Aromia moschata
Espèce
L'aromie musquée, Aromia moschata, est une espèce de coléoptères capricornes au reflet cuivré qui fréquente les feuillus et en particulier les saules. Son nom provient de la sécrétion à odeur de musc très agréable que cette espèce émet. C'est la seule espèce du genre Aromia en Europe.
L'adulte mesure entre 15 et 32 mm de long.

## Sous-espèces
Selon BioLib (18 avril 2018) :
- Aromia moschata ambrosiaca Steven & Sherman, 1809
- Aromia moschata cruenta Bogatschev, 1962
- Aromia moschata jankovskyi Danilevsky, 2007
- Aromia moschata moschata (Linnaeus, 1758)
- Aromia moschata orientalis Plavilstshikov, 1932
- Aromia moschata sumbarensis Danilevsky, 2007
- Aromia moschata vetusta Jankovsky, 1934

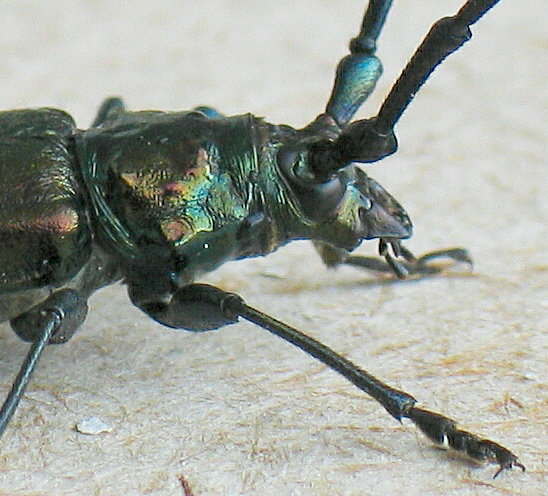
Aromie musquée :
gros plan sur la tête et le thorax

## Protection
Aromia moschata fait partie des invertébrés strictement protégés en Wallonie (Belgique).